# Государственный строй Донецкой Народной Республики
Донецкая Народная Республика — самопровозглашенное государственное образование на юго-востоке Европы, расположенное в пределах признанных ООН границ Украины.
Формальные экономические и политические институты ДНР слабы. Ее неформальные структуры намного сильнее, чем формальные институты, и контролируются Россией. Россия выступает как государство-спонсор и обеспечивает безопасность и финансовую поддержку в обмен на лояльность и поддержку ее национальных интересов. ДНР получает безопасность и поддержку в различных формах от своего государства-спонсора — России.
Политическая система ДНР примечательна специальным неформальным институтом кураторов, которые представляют в ДНР государство-спонсор (Россию).
Согласно Конституции, ДНР является демократическим правовым социальным государством. Государственная власть осуществляется на основе разделения её на законодательную, исполнительную и судебную. Форма правления характеризуется как президентская республика.

## Конституция Донецкой Народной Республики
Поддерживаемые Москвой лидеры Донецка и соседнего Луганска после отделения от Украины в 2014 году восстановили сталинскую конституцию, предусматривающую смертную казнь за ряд преступлений. Так сепаратистские «народные республики» вместе с авторитарной Беларусью рядом на сегодня единственные в Европе, допускающие смертную казнь.
Конституция — основной закон ДНР. Принята 14 мая 2014 года Верховным Советом.
Конституция ДНР имеет высшую юридическую силу и прямое действие на всей территории ДНР. Законы и иные правовые акты не должны противоречить Конституции ДНР.

## Законодательная власть
Высшим органом законодательной власти является Народный Совет Донецкой Народной Республики. Председателем Народного Совета является Владимир Бидёвка.
На своих регулярных сессиях Народный Совет проводит инаугурацию избранного главы республики и утверждает предложенные им основные направления государственного курса на пятилетний срок. Глава ДНР несёт ответственность перед Народным Советом, который может объявить ему импичмент, собравшись для этого на внеочередную сессию.
Депутаты Народного Совета избираются на срок 4 года в ходе прямых всеобщих парламентских выборов, проводимых по пропорциональной системе в многомандатных округах. Количественный состав Совета, регламентируемый действующим законодательством, 100 человек. Депутатами 2 прошедших в парламент партий сформировано 2 фракции.

## Исполнительная власть
Руководителем исполнительной ветви власти является Александр Евгеньевич Ананченко

## Судебная власть
Высшая судебная власть принадлежит Верховному суду. В его ведении находятся системы уголовного, гражданского, административного, торгового и налогового правосудия, он является высшей апелляционной инстанцией по соответствующим делам.
17 августа на первом заседании Президиум Совета министров ДНР принял два постановления: Об утверждении «Положения о Военных Судах Донецкой Народной Республики» и «Об утверждении Уголовного кодекса Донецкой Народной Республики», в основе последнего лежит нормативная база Российской Федерации. В принятом документе в качестве одной из мер наказания за посягательство на убийство, а также за «отдельные преступления, совершенные в военное время или в боевой обстановке», указана смертная казнь. Одновременно с принятием Уголовного кодекса правительство республики учредило военные суды. По словам вице-премьера ДНР Александра Карамана, после окончания войны последует гуманизация донецкого уголовного законодательства.
20 ноября власти ДНР ввели институт военно-полевых судов, которые и ранее действовали на территории этого самообразования. Теперь они будут действовать в районах военных действий и в районах на военном положении, в юрисдикцию вошли следующие дела: неподчинение приказу командира, убийство, государственная измена, шпионаж, диверсия, умышленное уничтожение имущества, мародерство, разбой, грабеж, хищение и повреждение военного имущества, уклонение от военной службы или дезертирство. В состав военно-полевого суда должны входить один судья и два народных заседателя из числа военнослужащих.

## Политические партии и общественные организации
В ДНР официально зарегистрирована только одна политическая партия — Коммунистическая партия Донецкой Народной Республики. Она получила свидетельство о регистрации в октябре 2014 года, когда её лидер Б. А. Литвинов руководил Народным советом ДНР. Однако в ноябре 2014 года Компартии запретили участвовать в выборах в Народный совет ДНР. Поэтому трое коммунистов, в том числе Литвинов, вступили в общественную организацию «Донецкая республика» при поддержке российской КПРФ и уже от неё были избраны депутатами Народного совета. Отношение к коммунистам со стороны руководства ДНР оставалось настороженным. В мае 2016 года всех депутатов-коммунистов лишили мандатов в связи с утратой доверия.
Функции зарегистрированных политических партий в ДНР выполняют общественные организации. Наиболее крупными из них являются две — "Донецкая республика"во главе с Александром Захарченко и «Свободный Донбасс», которую возглавляет Павел Губарев. Только они имели право выдвигать кандидатов в депутаты Народного совета и именно из членов состоит избранный в 2014 году парламент ДНР. Представитель ДНР Э. Попов отметил, что все эти организации являются политическими партиями. Кроме них, в ДНР действует Союз левых сил Донбасса, который на май 2016 года был представлен в Народном совете республики одним депутатом, ранее входившим в Компартию.
Несмотря на официальное отсутствие политических партий в ДНР в октябре 2016 года были проведены «праймериз», напоминающие по некоторым признакам (например, запрет на участие судимым) прошедшие 22 мая того же года праймериз «Единой России». В ДНР положение о праймериз было опубликовано 5 сентября 2016 года. 9 сентября 2016 года официально началось выдвижение кандидатов на участие в праймериз в Донецкой Народной Республике. Предварительное голосование в Донецкой народной республике назначено на 2 октября. 17 сентября 2016 года регистрация участников праймериз была завершена. Всего были зарегистрированы 1095 участников, а 97 заявителям было отказано. Одной из причин отказа в регистрации было непредоставление заявителем сведений об отсутствии судимости. 7 человек, которым было отказано в регистрации подали жалобы, после рассмотрения которых трое участников были зарегистрированы. В голосовании по официальным данным приняли участие около 370 тыс. человек. На прошедших «праймериз» победили кандидаты от Донецкой республики.
В ДНР действуют следующие общественные организации:  "РДДМ", "Мы вместе", "Волонтеры экологи", "АССК", "Дети всей страны", "Волонтеры медики"

## Местное самоуправление
Государственные администрации городов и районов, являющихся административно-территориальными единицами Республики, входят в единую систему исполнительных органов государственной власти ДНР, Советы народных депутатов городов, районов, сел (поселков), являющихся административно-территориальными единицами Республики, входят в единую систему представительных органов государственной власти ДНР.